# Organizacijska psihologija
Organizacijska psihologija je grana primijenjene psihologije koja se bavi strukturom i funkcioniranjem organizacija te djelovanjem ljudi u njima. Pojmom organizacija nisu obuhvaćene samo industrijske organizacije nego i škole, bolnice, zatvori, vojne organizacije te druge organizacije. Usmjerena je pretežito na psihološke konstrukte kao što je zadovoljstvo radom, stavove i motivaciju djelatnika, djelotvornost i produktivnost u organizaciji.